# Bugyi
Bugyi es un pueblo húngaro perteneciente al distrito de Dabas, condado de Pest.

## Superficie
Cuenta con una superficie de 115 km².

## Demografía
Hasta 2024 la población era de 5241 habitantes, con una densidad de población de 45,57 hab/km².
| Gráfica de evolución demográfica de Bugyi entre 2020 y 2024 |
|                                                             |
| Datos según la Oficina Central de Estadística de Hungría.   |